# Aleksandar Dragović
Aleksandar Dragović est un footballeur autrichien d'origine serbe, né le 6 mars 1991 à Vienne en Autriche. Il évolue au poste de défenseur central à l'Austria Vienne.

## Biographie
Dragović a commencé sa carrière en jouant dans les équipes des jeunes de l'Austria Vienne et a commencé à jouer pour leur équipe B en 2007. Un an plus tard, il fut pris à l'Austria Vienne en équipe première et est rapidement devenu un élément clé de leur équipe. Son équipe favorite, en dehors de l'Austria Vienne est l'Étoile Rouge de Belgrade.
À partir du 1er février 2011 Dragović est transféré au FC Bâle en Axpo Super League. Il fait ses débuts en équipe première lors d'une victoire 3 buts à 0 à domicile contre le FC Saint-Gall. À la fin de la saison, Dragović remporte le titre de champion suisse avec le FC Bâle. En juillet 2011, il joue avec son club la Uhren Cup, qui remporte sur deux matchs gagnés 3 buts à 0 et 2 buts à 1 contre respectivement le Hertha BSC Berlin et West Ham United. Il marque son premier but en championnat lors d'une victoire 3 buts à 0 contre le Servette FC le 1er octobre 2011. À la fin de cette saison Dragović gagne le doublé coupe de Suisse, championnat de Suisse avec le FC Bâle.
Au cours de la saison 2012-2013 le FC Bâle rate son objectif de Ligue des champions. Mais en Ligue Europa, la même année, il atteint les demi-finales, ce qui fait un total de 20 matches en coupe d'Europe. Dragović manque uniquement la match retour de la demi-finale à Stamford Bridge en raison d'une suspension d'un carton jaune, mais a joué dans tous les autres match européens.
Dans le championnat national, Dragović a joué 32 des 36 matchs. Il aussi a marqué trois buts en championnat cette saison, tous les trois ont été marqués contre Servette FC. À la fin de la saison 2012-2013, Dragović gagne le championnat de Suisse, et est finaliste en coupe de Suisse.
Le 26 juillet 2013, Dragović signe un contrat de 5 ans avec le Dynamo Kiev.
Le 18 novembre 2014, Dragović marque son premier but avec l'Autriche contre le Brésil, sur pénalty, en amical lors d'une défaite 1-2.
Le 31 août 2017, il est prêté à Leicester City.

## Carrière
| Saison                | Club                  | Championnat           | Championnat | Championnat | Coupe(s) nationale(s) | Coupe(s) nationale(s) | Supercoupe | Supercoupe | Compétition(s) continentale(s) | Compétition(s) continentale(s) | Compétition(s) continentale(s) | Autriche | Autriche | Total | Total |
| Saison                | Club                  | Division              | M.          | B.          | M.                    | B.                    | M.         | B.         | Comp.                          | M.                             | B.                             | M.       | B.       | M.    | B.    |
| 2008-2009             | FK Austria Vienne     | Bundesliga            | 16          | 0           | -                     | -                     | -          | -          | C3                             | 1                              | 0                              | 1        | 0        | 18    | 0     |
| 2009-2010             | FK Austria Vienne     | Bundesliga            | 32          | 0           | 3                     | 0                     | -          | -          | C3                             | 9                              | 0                              | 8        | 0        | 52    | 0     |
| 2010-2011             | FK Austria Vienne     | Bundesliga            | 18          | 1           | 3                     | 0                     | -          | -          | C3                             | 6                              | 0                              | -        | -        | 27    | 1     |
| Sous-total            | Sous-total            | Sous-total            | 66          | 1           | 6                     | 0                     | 0          | 0          | -                              | 16                             | 0                              | 9        | 0        | 97    | 1     |
| 2010-2011             | FC Bâle               | Axpo Super League     | 16          | 0           | 1                     | 0                     | -          | -          | -                              | -                              | -                              | 2        | 0        | 19    | 0     |
| 2011-2012             | FC Bâle               | Axpo Super League     | 28          | 1           | 3                     | 0                     | -          | -          | C1                             | 8                              | 0                              | 5        | 0        | 44    | 1     |
| 2012-2013             | FC Bâle               | Axpo Super League     | 32          | 3           | 4                     | 0                     | -          | -          | C1                             | 19                             | 1                              | 5        | 0        | 60    | 4     |
| 2013-2014             | FC Bâle               | Axpo Super League     | 1           | 0           | -                     | -                     | -          | -          | -                              | -                              | -                              | -        | -        | 1     | 0     |
| Sous-total            | Sous-total            | Sous-total            | 77          | 4           | 8                     | 0                     | 0          | 0          | -                              | 27                             | 1                              | 12       | 0        | 124   | 5     |
| 2013-2014             | Dynamo Kiev           | Premier-Liga          | 21          | 0           | 5                     | 0                     | -          | -          | C3                             | 9                              | 0                              | 9        | 0        | 44    | 0     |
| 2014-2015             | Dynamo Kiev           | Premier-Liga          | 24          | 0           | 7                     | 1                     | -          | -          | C3                             | 10                             | 0                              | 12       | 1        | 53    | 2     |
| 2015-2016             | Dynamo Kiev           | Premier-Liga          | 17          | 0           | 5                     | 0                     | 1          | 0          | C1                             | 8                              | 1                              | 6        | 1        | 37    | 2     |
| 2016-2017             | Dynamo Kiev           | Premier-Liga          | 4           | 0           | 1                     | 0                     | -          | -          | -                              | -                              | -                              | 2        | 0        | 7     | 0     |
| Sous-total            | Sous-total            | Sous-total            | 66          | 0           | 18                    | 1                     | 1          | 0          | -                              | 27                             | 1                              | 29       | 2        | 141   | 4     |
| 2016-2017             | Bayer Leverkusen      | Bundesliga            | 19          | 0           | 1                     | 0                     | -          | -          | C1                             | 3                              | 0                              | 7        | 0        | 30    | 0     |
| Total sur la carrière | Total sur la carrière | Total sur la carrière | 228         | 5           | 33                    | 1                     | 1          | 0          | -                              | 73                             | 2                              | 57       | 2        | 392   | 10    |

## Palmarès
FC Bâle
- Champion de Suisse : 2011, 2012, 2013 et 2014
- Coupe de Suisse : 2012
- Vainqueur de la Uhren Cup : 2011

 Dynamo Kiev
- Vainqueur de la Coupe d'Ukraine : 2014 et 2015
- Champion d'Ukraine : 2015 et 2016